# TOI-2260
TOI-2260 — одиночная звезда в созвездии Геркулеса. Находится на расстоянии приблизительно 330 световых лет (около 102 парсек) от Солнца. Видимая звёздная величина звезды — +10,47m.
Вокруг звезды обращается, как минимум, одна планета.

## Характеристики
TOI-2260 — жёлтый карлик спектрального класса G. Масса — около 0,99 солнечной, радиус — около 0,88 солнечного, светимость — около 0,627 солнечной. Эффективная температура — около 5535 K.

## Планетная система
В 2022 году группой астрономов проекта TESS было объявлено об открытии планеты TOI-2260 b.